# Beaufortova lestvica
Beaufortova lestvica je lestvica, ki se uporablja v pomorstvu za ocenjevanje moči vetra in stanja morja. Lestvico je leta 1806 razvil irski hidrograf in admiral sir Francis Beaufort. V uradno uporabo je prišla leta 1839.
| Stopnja | Opis vetra         | Hitrost vetra (vozli) | Hitrost vetra (km/h) | Opis morske gladine                               | Višina valov (m) |
| ------- | ------------------ | --------------------- | -------------------- | ------------------------------------------------- | ---------------- |
| 0       | Tišina             | 0–1                   | do 1                 | Morje gladko.                                     | 0                |
| 1       | Lahek vetrič       | 1–3                   | 1–5                  | Morje lahko nagubano                              | 0,1              |
| 2       | Vetrič             | 4–6                   | 5–11                 | Manjši valovi se ne lomijo                        | 0,2              |
| 3       | Slab veter         | 7–10                  | 12–19                | Manjši valovi, vrhovi se začno lomiti             | 0,6              |
| 4       | Zmeren veter       | 11–16                 | 20–28                | Valovi se daljšajo, na vrhovih se pojavlja pena   | 1,0              |
| 5       | Zmerno močan veter | 17–21                 | 29–38                | Vrhovi valov se zelo penijo                       | 2                |
| 6       | Močan veter        | 22–27                 | 39–49                |                                                   |                  |
| 7       | Zelo močan veter   | 28–33                 | 50–61                | Morska pena se prši z vetrom                      | 5                |
| 8       | Viharni veter      | 34–40                 | 62–74                |                                                   |                  |
| 9       | Vihar              | 41–47                 | 75–88                |                                                   |                  |
| 10      | Močan vihar        | 48–55                 | 89–102               |                                                   |                  |
| 11      | Orkanski veter     | 56–63                 | 103–117              |                                                   |                  |
| 12      | Orkan              | 63+                   | nad 118              | V zraku je veliko morskega prahu, morje se pobeli | 14               |